# La Bella di Durazzo
La Bella di Durazzo, anche noto come La Bellezza di Durazzo e La Bella Fanciulla di Durazzo, è un mosaico Illirico policromo datato al IV secolo a.C., rinvenuto a Durazzo, in Albania. Attualmente risulta essere il più antico ed importante mosaico mai scoperto su suolo albanese. Il mosaico, di forma ellittica, ritrae la testa di una donna su sfondo nero, circondata da fiori ed elementi floreali. È stato scoperto nel 1916 a Durazzo e dal 1982 si trova esposto al Museo storico nazionale albanese.

## Storia
Il mosaico è stato realizzato nella seconda metà del IV secolo a.C. presso Durazzo, città allora nota come Epidamnos, al fine di decorare il pavimento di un lussuoso bagno privato; esso è stato scoperto nel 1916, durante la prima guerra mondiale, quando Durazzo fu occupata dai soldati dell'Impero austro-ungarico. Durante i lavori dell'esercito austro-ungarico per la costruzione di fortificazioni, gli ingegneri militari si imbatterono in questo mosaico, il quale fu dissotterrato nelle fondamenta di una casa in un quartiere molto vicino all'attuale centro cittadino, alla profondità di 3,80 metri. L'archeologo austriaco Camillo Praschniker si prese cura del mosaico, pertanto fu ben conservato. Nel suo libro Ricerche archeologiche in Albania e Montenegro (in tedesco: Archäologische Forschungen in Albanien und Montenegro), pubblicato a Vienna nel 1919 insieme ad Arnold Schober, Praschniker fu il primo a includere l'immagine di un mosaico, descrivendolo come capolavoro figurativo.
Dopo la fine della guerra, La Bella di Durazzo fu coperta e ne furono perse le tracce, fino al 1947, anno in cui fu riscoperta dall'archeologo durazzese Vangjel Toçi. È diventato largamente noto nel mondo della storia dell'arte solo dopo il 1959.
Nel 1982 il mosaico è stato accuratamente trasferito da Durazzo e posizionato nella sala principale delle antichità, nel Museo storico nazionale albanese, dove è tuttora esposto.